# Habropogon doriae
Habropogon doriae là một loài ruồi trong họ Asilidae. Habropogon doriae được Rondani miêu tả năm 1873. Loài này phân bố ở vùng Cổ Bắc giới và châu Á.